# ستيلا بوبيسكو
ستيلا بوبيسكو (بالرومانية: Stela Popescu)‏ هي ممثلة رومانية، ولدت في 21 ديسمبر 1935 في مولدوفا، وتوفيت في 23 نوفمبر 2017 ببوخارست في رومانيا بسبب سكتة.

## وصلات خارجية
- ستيلا بوبيسكو على موقع IMDb (الإنجليزية)
- ستيلا بوبيسكو على موقع ميوزك برينز (الإنجليزية)
- ستيلا بوبيسكو على موقع ديسكوغز (الإنجليزية)
- ستيلا بوبيسكو على موقع قاعدة بيانات الفيلم (الإنجليزية)